# Villa myrmeleonostena
Villa myrmeleonostena (лат.) — вид двукрылых из семейства жужжал. Вид описан японским энтомологом Кинтаро Баба (1912–1993) в 1953 году и переописан в 1987 году.

## Описание
Встречаются на морских дюнах. Личинки младших возрастов развиваются как внутренние паразиты личинок муравьиного льва Myrmeleon bore. После окукливания личинки муравьиного льва, личинки Villa myrmeleonostena становятся эктопаразитоидами куколок. Средний уровень заражения составляет около 6,4 %. Продолжительность развития личинок Villa myrmeleonostena около 18 дней. Вылет мух происходит немного позже, чем появление имаго муравьиных львов.

## Распространение
Вид встречается только в Японии.